# Nieczulice (Sainte-Croix)
Pour les articles homonymes, voir Nieczulice.
Nieczulice est une localité polonaise de la voïvodie de Sainte-Croix et du powiat de Starachowice.